# バルセロナ現代美術館
バルセロナ現代美術館 (バルセロナげんだい びじゅつかん、カタルーニャ語: Museu d'Art Contemporani de Barcelona、英語: Barcelona Museum of Contemporary Art、通称MACBA) はスペイン・バルセロナにある美術館。

## 沿革
1995年11月28日、開館。建物はアメリカ合衆国の建築家リチャード・マイヤーによる。

## コレクション
美術館は、主として20世紀後半の美術作品、及び同時代の芸術家たちの作品を収集している。展示品は、概ね3ヵ月から4ヵ月で入れ替えられている。